# یانا برژنا
یانا برژنا (اوکراینی: Яна Юріївна Бережна؛ ۱۷ ژانویهٔ ۱۹۹۷ – ) شناگر اهل اوکراین بود.